# Natalia Oreiro
Natalia Oreiro, född 19 maj 1977 i Montevideo, är en popsångerska, låtskrivare, skådespelerska och fotomodell. 

## Diskografi
- Natalia Oreiro (1998)
- Tu veneno (2000)
- Turmalina (2002)
- Gilda, no me arrepiento de este amor (2015)